# Beasant
Beasant est un patronyme anglais, dérivé d'une pièce appelée byzantius, baptisée ainsi en référence à la ville de  Byzance (Byzantium en anglais), où elles étaient originellement frappées. À cause de la forme circulaire des pièces, le mot « byzantius », utilisés à travers l'Europe, prit le sens de « cercle » ou « disque » en héraldique[réf. nécessaire].
Le mot « byzantius » devint un nom anglais avec Guillaume le Conquérant en 1066. Les Beasants étaient les gardiens de la cour du roi.

## Personnalités portant ce nom
- Dave Beasant, né en 1959 est un footballeur anglais.
- Annie Besant, née en 1847 et morte en 1933, est une  conférencière, féministe, libre-penseuse, socialiste et théosophe britannique.

## Sources
- (en) Cet article est partiellement ou en totalité issu de l’article de Wikipédia en anglais intitulé « Beasant » (voir la liste des auteurs).